# Lithacodia distinguenda
Lithacodia distinguenda är en fjärilsart som beskrevs av Otto Staudinger 1888. Lithacodia distinguenda ingår i släktet Lithacodia och familjen nattflyn. Inga underarter finns listade i Catalogue of Life.